# Hylophilus semicinereus
Hylophilus semicinereus là một loài chim trong họ Vireonidae.